# Усть-Тавда (станция)
Усть-Тавда — железнодорожная станция в посёлке Усть-Тавда Ярковского района Тюменской области. Относится к железнодорожной ветке Войновка — Ульт-Ягун. Получила название по месту своего расположения в устье реки Тавды. 
Отсюда идут двухпутные ветки к: Тобольску и Тюмени. Рядом располагается однопутный железнодорожный мост через реку Тавду. 

## Движение
Осуществляется пригородное движение Тобольск — Тюмень с остановкой в Усть-Тавде. 
Также осуществляется курсирование пассажирских поездов дальнего следования, следующих через Тюмень с Транссибирской магистрали. Расписание движение поездов дальнего следования постоянное и сезонное.
Железнодорожная ветка не электрифицирована, осуществляется движение тепловозами.

## Инфраструктура
Ведётся приёмка и выгрузка грузов. Также ведётся продажа билетов на пассажирские поезда. 
Имеется здание железнодорожного вокзала.